# ادنا دیاز
ادنا دیاز (انگلیسی: Edna Díaz؛ متولد ۲۴ آوریل ۱۹۸۵) یک تکواندوکار مکزیکی است.
وی در مسابقات قهرمانی تکواندو جهان ۲۰۰۵ در مادرید، پس از شکست دادن سو لی ون در بازی نهایی، در کلاس سبک‌وزن مدال طلا گرفت. وی در مسابقات تکواندو پان امریکن در سال ۲۰۱۰ مدال برنز دریافت کرد.